# چهچهه (شهر)
چَهچهه (به لاتین: Çäçe) یک منطقهٔ مسکونی در ترکمنستان است که در ولایت آخال واقع شده‌است.